# Budd Dwyer
Pour les articles homonymes, voir Dwyer.
Robert « Budd » Dwyer, né le 21 novembre 1939 à Saint Charles (Missouri) et mort le 22 janvier 1987, est un homme politique américain trésorier de l'État de Pennsylvanie. Condamné pour corruption passive dans une affaire de détournement de fonds et de fausses factures, il se suicide au cours d'une conférence de presse filmée. 

## Suicide
Le 22 janvier 1987, il convoque une conférence de presse télévisée pendant laquelle il distribue une déclaration de 21 pages protestant de son innocence, qu'il lit. Dans cette déclaration, il vise notamment l'ancien gouverneur Thornburgh, l'avocat West, des agents du FBI, le juge Muir et d'autres pour avoir terni la justice et l'avoir personnellement démoli.
Dans son discours, il soutient qu'il est victime de manœuvres politiciennes, et qu'il refuse de servir d'exemple pour un crime qu'il n'avait pas commis, comparant la prison où il serait envoyé à un goulag américain. Il stoppe alors son discours et appela trois de ses collaborateurs, leur confiant trois enveloppes contenant une lettre adressée à sa femme, la seconde une lettre adressée au nouveau gouverneur de l'État de Pennsylvanie, et la troisième contenant une carte de donneur d'organe. Puis il tire alors un revolver 357 d’une enveloppe et demande à tout le monde de se calmer en déclarant « sortez, vous pourriez être blessés » avant de se suicider d'une balle dans la bouche,. 